# Tatabánya (distrikt)
Tatabánya är ett distrikt i Ungern. Det ligger i provinsen Komárom-Esztergom, i den nordvästra delen av landet, 40 km väster om huvudstaden Budapest.